# Тамбовка (Ростовская область)
Тамбо́вка — хутор в Целинском районе Ростовской области.
Входит в состав Хлеборобного сельского поселения.

## История
Хутор основан духоборцами, которые были переселены из Тифлисской губернии в 1921 году. Название дано прежнему месту жительства в Закавказье. 

## Население
| 2010 |
| ---- |
| 179  |

## Улицы
- ул. Дружбы,
- пер. Лесной.